# ستيفين لانج
ستيفين لانج (3 سبتمبر 1987 في سويسرا - ) هو لاعب كرة قدم سويسري في مركز الوسط. لعب مع نادي آراو ونادي سانت غالن ونادي سيرفيت ونادي غراسهوبر زيوريخ ونادي فادوتس ونادي لوزان ونادي نوشاتل زاماكس.

## وصلات خارجية
- ستيفين لانج على موقع قاعدة بيانات كرة القدم.إي يو (الإنجليزية)
- ستيفين لانج على موقع Soccerway.com (الإنجليزية)
- ستيفين لانج على موقع عالم كرة القدم.نت (الإنجليزية)